# Irie FM
Irie FM је вокално инструментални састав основан 2001. године у Београду. Издања бенда варирају од рутс регеа уз даб верзије до модерног попа, а његов фронтмен је Вукашин Марковић, текстописац и тромбониста. Освојили су многобројне награде за свој рад, а истичу се награда за најбољи реге бенд југоисточне Европе и награда за најбољи европски реге бенд, 2012. године.
До сада су објавили два студијска албума,  2010. Skills Of The Youths и Путеви 2018. године.

## Историјат
Бенд је основан 2001. године у Београду од стране групе музичара међу којима су Михаило Шашић, Никола Ћировић, Андреј Павловић и Дарко Адамовић. Током 2004. и 2005. године углавном наступају по клубовима и мањим фестивалима у Београду и Србији. Крајем 2005. године бенд напушта Михаило Шашић, a 2006. године прикључује се Вукашин Марковић. Већ средином 2006. добијају позив да отворе концерт Каплетона, једног од највећег денсхал и реге уметника данашњице. Исте године, раду бенда се прикључују Слободан Јовановић, Урош Милојевић, Андреја Бућан, Сава Матић и Игор Винцетић. Након концерата у Србији, укључујући онај у Студентском културном центру Београд, бенд 2008. године одлази у Индију, где потписује уговор за продуцентску кућу Blue House Frog. Након повратка у Србију, бенд наступа на Егзит фестивалу пет пута заредом, а затим и на фестивалима Тренчтаун, Supernatural, БЕЛЕФ, Demo Dai, Jelen Pivo Live,  Ngom, Pula Rondel, Дани Београда, Reload festival, Etno festival Citi Stage и другим.
Током 2010. године бенд свира на европским фестивалима као што су Velika Islands, Summerjam, Mighti Sounds festival, Babel festival, Reeds festival, ReggaeSunSka, Sardinija Reggae festival, Rototom Reggae festival, Uprising Reggae festival, Reggae Radio stanica letnji festival, Fondacija Reggae festival и многим другим. Крајем 2010. године објављују први студијски албум -Skills Of The Youths, на којем се налази једанаест нумера, за издавачку кућу Маском рекордс.
За најбољи европски реге бенд проглашени су 2012. године на Рототом такмичењу бендова, а имају и награду за најбољи бенд у југоистичној Европи.
Године 2018. објавили су други студијски албум под називом Путеви, за издавачку кућу Маском рекордс. На албуму се налази девет песама, а објављени су спотови за нумере Што ти тело пулсира, Љубав што смо створили и спот за песму Путеви у којем се појављују глумац Сергеј Трифуновић и манекенка Соња Павлица.
У саобраћајној несрећи 26. априла 2019. године, погинуо је Урош Милојевић, члан бенда, инжењер звука и музички продуцент.

## Дискографија

### Албуми и ЕП-ови
- (2010)
- Путеви (2018)

### Синглови
- Сви (2016)
- Клизиш (2016)
- Путеви (2017)